# Paragonotrechus
Paragonotrechus is een geslacht van kevers uit de familie van de loopkevers (Carabidae). De wetenschappelijke naam van het geslacht is voor het eerst geldig gepubliceerd in 1981 door Ueno.

## Soorten
Het geslacht Paragonotrechus omvat de volgende soorten:
- Paragonotrechus apterus Belousov & Kabak, 2003
- Paragonotrechus laticolIis Ueno et Yu, 1997
- Paragonotrechus paradoxus Ueno, 1981
- Paragonotrechus sinicola Deuve, 1989